# Cykler (dokumentarfilm)
|  | Denne artikel er oprettet af botten Steenthbot ud fra en ekstern database. Den kan derfor have sproglige fejl eller mangler. Denne skabelon kan fjernes efter kontrol af indholdet. |

Cykler er en dansk dokumentarisk optagelse fra 1953.

## Handling
Optagelser til en film om cykler i København og omegn. Cyklerne er parkeret tæt og alle steder. Skorstensfejerne cykler med deres grejer. Der er højtlæssede ladcykler. De små cykler på tre-hjulede cykler på fortovet. Cyklister fletter ind og ud af rundkørsler. Stige på cykel er ikke noget problem. Vejrpigen med sin forgyldte cykel på Richshusets tårn skuer ud over Rådhuspladsen. Postbudene cykler. Cyklisterne kører tæt på Strandvejens brede cykelstier. Selv de kongelige cykler - Kong Frederik og Dronning Ingrid på to hjul.